# František Běhounek
František Běhounek (prononcé en tchèque : [ˈfrancɪʃɛk ˈbjɛɦounɛk]), né le 28 octobre 1898 à Prague et mort le 1er janvier 1973 à Karlovy Vary, est un physicien, radiologiste, explorateur et écrivain tchécoslovaque.

## Biographie
Běhounek étudia la physique et les mathématiques à l'université Charles de Prague, puis la radiologie en France avec Marie Curie. Dans les années 1920 il fut un des fondateurs de l'Institut d'État de radiologie.
En 1926 il prit part à une expédition de Roald Amundsen au pôle Nord avec le dirigeable Norge. En 1928, en tant qu'expert en rayons cosmiques, il fut membre de l'équipage du dirigeable Italia mené par Umberto Nobile. Il survécut à son crash en 1928, et le raconta par la suite dans son livre Trosečníci na kře ledové.
Comme scientifique, il travailla dans des entreprises industrielles, des institutions médicales et des universités. À partir des années 1950, il participa à des travaux de l’UNESCO.

## Hommages
L'astéroïde (3278) Běhounek porte ainsi son nom.

## Œuvres
Běhounek publia environ vingt-huit romans (la plupart destinés à des jeunes lecteurs, popularisant les sciences et la science-fiction) et de nombreuses publications scientifiques.
- Boj o zeměkouli – sci-fi novel (Prague, 1939)
- Svět nejmenších rozměrů  (Prague, 1945)
- Případ profesora Hrona – roman de science-fiction (Prague, 1947)
- Swansonova výprava – roman de science-fiction (Prague, 1949)
- Tajemství polárního moře. – roman d'aventure sur une expédition au pôle Nord (Prague, 1942)
- Akce L – roman de science-fiction (1956)
- Robinsoni vesmíru – roman de science-fiction (1958)
- Tábor v lese (Prague, 1960)
- Kletba zlata – nouvelles (Prague, 1942)
- Fregata pluje kolem světa – roman d'aventure sur l'expédition impériale autrichienne du SMS Novara (Prague, 1969)
- Projekt Scavenger – roman de science-fiction (Prague, 1961)